# Guerre d'indépendance corse
La guerre d'indépendance corse également appelée la guerre de 40 ans (en corse : Guerra di 40 anni) était un conflit entre les rebelles Corses et la république de Gênes, puis le royaume de France dans sa phase finale. À la base issue d'un mouvement de résistance fiscale, elle se transforme rapidement en guerre d'indépendance. Indirectement, cette guerre accéléra la Chute de la république de Gênes et déclenche aussi un conflit ethnique entre Corses rebelles et Grecs de Paomia pro-Génois.
La guerre se termine par une victoire corse et une indépendance de facto de la majeure partie de l'île, à l'exception des villes côtières, la Corse se retrouvant ainsi séparées en deux États, la république de Gênes contrôlant les villes portuaires, tandis que la République corse contrôle l'intérieur de l'île, jusqu'à ce que le royaume de France remplace Gênes et attaque la République corse dès la fin de la présence génoise sur l'île.

## Contexte
Depuis près de quatre siècles, la république de Gênes dominent la Corse. Durant plusieurs de ces siècles, Gênes doit affronter de nombreuses rébellions Corses, notamment celle de Sambucucciu d'Alandu puis celle de Sampieru di Bastelica, les deux grandes rébellions menées par ces deux hommes furent mattées, celle de Sampieru était toutefois forte de son pacte avec l'alliance franco-ottomane.
Dans les années 1700, la république de Gênes marginalise les Corses au profit des Ligures, les Corses doivent payer des impôts démesurés, sont extrêmement pauvre alors que Gênes a menée une colonisation de peuplement sur plusieurs siècles, expulsant les Corses des villes côtières.
Hormis quelques brèves périodes isolées, la Corse faisait partie de la république de Gênes depuis 1284, date à laquelle elle fut prise à la république de Pise par la victoire génoise à la bataille de la Meloria. Malgré sa soumission, la société corse resta toujours hostile au féodalisme. Au XVIIIe siècle, avec l'avènement des Lumières, les idéaux d'indépendance des Corses s'accentuèrent et en 1729, les premiers mouvements révolutionnaires surgirent, favorisés par la grave situation économique des insulaires et par le despotisme du gouvernement génois. En mars, Bastia fut mise à sac et en novembre, les patriotes nommèrent commandants Luigi Giafferi, Andrea Ceccaldi, l'abbé Raffaelli et Hyacinthe Paoli, le père de Pasquale.

## Soulèvements
Le soulèvement commence par une jacquerie en décembre 1729, après qu'un collecteur d'impôt ait été chassé d'un village par un vieillard appelé Cardone pour collecter un impôt, les due seini que Gênes avait instauré en 1715 et renouvelé malgré son caractère temporaire.
Le soulèvement est alors d'origine fiscale, mais rapidement se transforme en guerre d'indépendance. En 1730, la révolte d'origine paysanne se propage parmi les classes supérieures de la société corse, notamment les notables.

### Premier assaut de Bastia
En février 1730, 5 000 paysans décidèrent d'attaquer Bastia. Pour eux, c'était le symbole de la puissance génoise, mais aussi celui de leur puissance économique. Tandis que les habitants de Terranova se retranchaient derrière les murs de la citadelle, les paysans attaquèrent, prirent et incendièrent le quartier de Terravechja : les maisons des rues Castagno et E Terrazze furent attaquées.
Les insurgés parviennent à deux reprises à s'emparer de Bastia et menacent d'autres places fortes. Gênes envoie alors un nouveau gouvernement avec des pouvoirs exceptionnels. Cependant, la rébellion ne faiblit pas. En 1730, une consulte réunissant des délégués des pièves élit trois représentants : Lavighju Giafferi qui incarne les notables d'origine populaire, Andrea Ceccaldi pour les nobles et Marc Aurèle Raffaelli pour le clergé., Les doléances sont confuses car elles intègrent à la fois des revendications populaires mais aussi des revendications propres à la noblesse et aux notables corses. De plus, elles rendent compte de façon imparfaite de la situation réelle de l'île à l'époque.,, L'insurrection s'étend alors dans toute l'île en 1731.

### Attaques corses sur les Grecs de Cargèse
L'insurrection s'étendant dans toute l'île en 1731, tandis que les Grecs de Corse refusent de soutenir l’insurrection contre Gênes, Gênes aillant permit aux Grecs d'échapper aux ottomans un siècle plus tôt en s'exilant en Corse, les insurgés attaquent la communauté Grecque. Une centaine de Grecs de Paomia luttent activement contre les insurgés, permettant à leur famille de fuir. Leur sort est inconnu. Les familles se sont réfugiées à Ajaccio. Les Grecs, installés en Corse un siècle plus tôt, étaient alors protégés par les Génois.

### L'intervention autrichienne

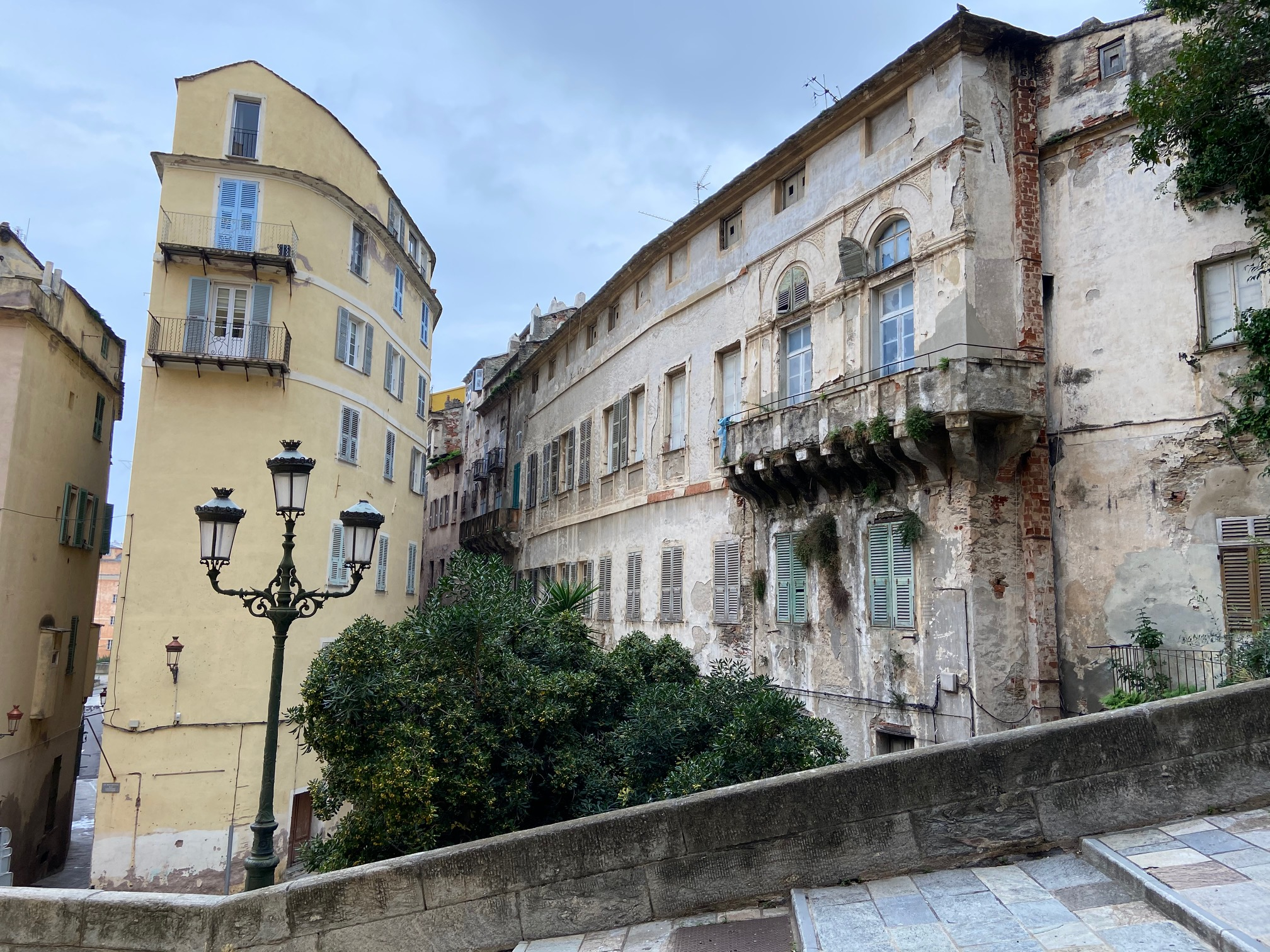
Le Palais Caraffa, qui a accueilli Wurtenberg.

Les Génois durent demander l'aide de leurs alliés, les Autrichiens, pour calmer la révolte. En 1731, des troupes autrichiennes fortes de 6 000 soldats débarquèrent à Bastia, sous les ordres de Wachtendonck puis de Wurtenberg, qui séjournait à Bastia au palais de Caraffa. La première révolte est apaisée mais d'autres viendront plus tard.
Par la suite, les Autrichiens, mené par le Colonel de Vinz, commandant une force d'élite, seront vaincus à la bataille de Calenzana en 1732, forcés de se replier vers Calvi. Les autrichiens essaient alors de convaincre Gênes de modérer sa politique à l'égard de l'île et d'accorder des concessions aux insurgés. Mais, dès le départ des Autrichiens, la république de Gênes ne respecte pas ses engagements, créant ainsi de nouvelles révoltes contre elle.
En 1735, une consulte se réunit à Corte. Elle décide de la rupture définitive avec Gênes. Les insurgés se dotent d'un gouvernement provisoire, où Giafferi, Paoli et Ceccaldi dominent. C'est à cette occasion que le chant Dio vi salvi Regina devient l'hymne de la Corse indépendante,. Gênes répondit à cela en intensifiant la répression et en orchestrant un blocus de l'île. Voyant qu'aucune puissance ne venait à leur secours à ce momét, les insurgés furent proches de capituler. Cependant, un évènement inattendu changea le cours des évènements.
Deux ans plus tôt, le prince Théodore de Neuhoff, s'était intéressé à la cause insulaire. Il rencontra les chefs insurgés à Livourne. Il parvient à un accord avec les principaux chefs de l'insurrection pour devenir Roi de Corse et en faveur de l'indépendance,. Le contenu politique de ce projet est exposé dans le Disinganno interno alla guerra di Corsica, paru en 1736 .

### Débarquement de Théodore de Neuhoff

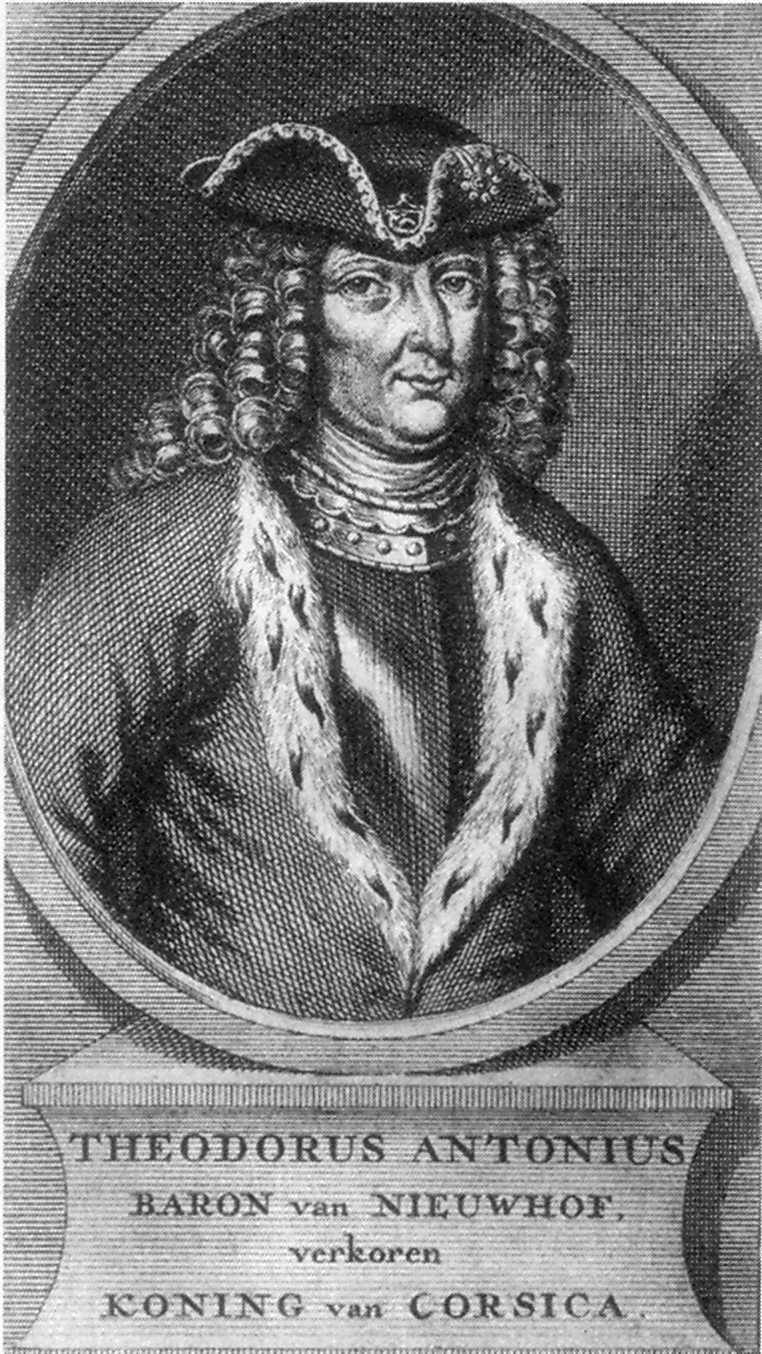
Le Roi Théodore de Neuhoff.

Théodore de Neuhoff débarqua en Corse avec plusieurs hommes, avec le soutien d'Ali Ier Pacha du Beylicat de Tunis.
Neuhoff débarqua à Aléria le 20 mars 1736 sur un navire anglais avec des mercenaires allemands. Le choix du lieu implique que Saveriu Matra avait été associé au projet, car le débarquement eut été sans cela bien trop risqué, tant le puissant chef du clan Matra était le maître incontesté des lieux. Avec la protection et l’aide de Matra, Neuhoff mit alors en scène son arrivée : magnificence, cadeaux aux spectateurs, courrier aux généraux. L’arrivée de Théodore permit alors de rassembler pour la première fois les principaux clans insulaires sur un projet commun et un même chef pour mener des actions coalisée contre Gênes.

## Royaume de Corse

### Proclamation d'indépendance

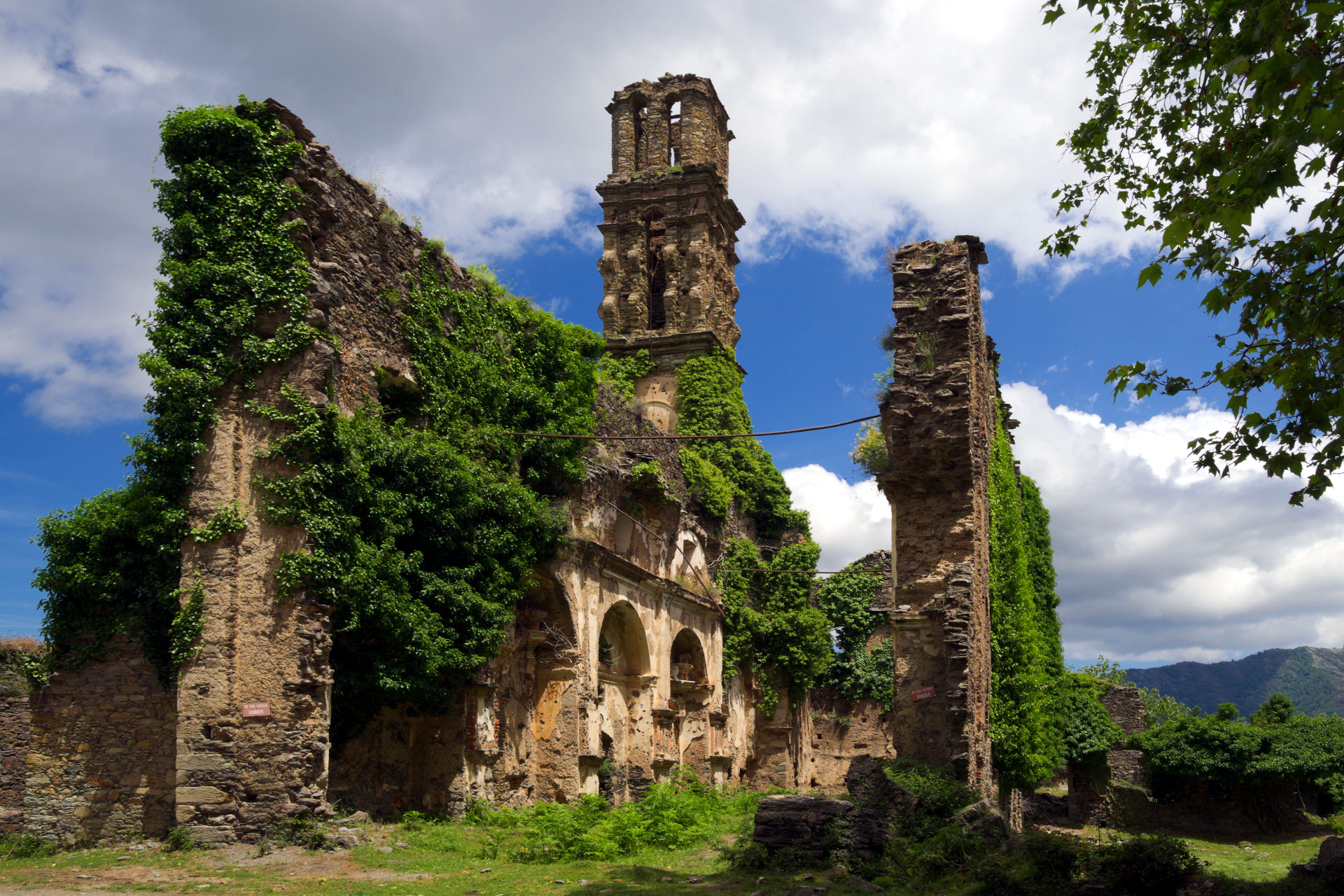
Le couvent San Francescu d'Orezza, où a été proclamée la déclaration d'indépendance en 1735.

Malgré l'aide autrichienne à la république de Gênes, la situation en Corse ne s'apaisa pas. Le 8 janvier 1735, un conseil réuni à Orezza proclama l'indépendance de la Corse et sépara l'île de la république de Gênes.
Le conseil d'Orezza organise le royaume de Corse et trois dirigeants sont élus : Hyacinthe Paoli (le père de Pasquale), Andrea Ceccaldi et Luigi Giafferi.
C'est alors qu'il fut décidé que la Corse serait placée sous la protection de l'Immaculée Conception. Le Diu vi salvi Regina fut adopté comme chant de ralliement des insurgés de la Corse lors du concile tenu à Orezza le 30 janvier 1735. Deux modifications furent apportées au chant original : desperati fut remplacé par tribulati et nemesis vostri par nemesis nostri.

### Fondation du royaume de Corse
Théodore de Neuhoff est couronné roi au couvent d'Alesani le 13 juin 1736. Sous le nom de Théodore Ier, le roi met en place une diète de vingt-cinq membres, un gouvernement et fait frapper une monnaie à son effigie.

### Naissance de la constitution d'Alesani
La constitution est formée, rédigée par Sebastianu Costa et approuvée par les « patriciens » du royaume du Delà et du Deçà des Monts. Les révolutionnaires corses prêtent allégeance à la monarchie constitutionnelle nouvellement créée, ainsi que de nombreux chefs de clans. Le pouvoir du roi s'exerce sous le contrôle d'une diète constituée des « primats du royaume ». Le monarque est directement assisté des trois généraux de la Nation élus lors de la seconde phase de l’insurrection — Luigi Giafferi, Hyacinthe Paoli et Luca d’Ornano. La justice et l’administration sont confiés à Sebastiano Costa, nommé grand chancelier et premier secrétaire d’État.
La constitution n'entra toutefois cependant jamais en vigueur. Les chefs insurgés agissant de façon décentralisé ne sont alors pas unis et certains d'entre eux sont mandatés par des puissances étrangères rivales de Gênes.

### Chute du régime
Théodore règne en personne durant moins de 6 mois avant de partir à la recherche de soutiens financiers et politiques, laissant la régence à Giafferi, Paoli, d'Ornano et Frédérick de Neuhoff. Malgré ses efforts et les importants secours qu'il parvient à rassembler, le débarquement de troupes françaises entraîne la défection d'une partie des notables clefs du régime et provoque l'échec de son retour en 1738.
Tandis qu'en 1737, des troupes génoises débarquent à Aléria sous l'ordre du nouveau gouverneur, en n'y trouvant que femmes et enfants, les Génois commettent un massacre dans la ville.
En 1739, le marquis de Maillebois est envoyé par le royaume de France pour aider Gênes à matter la rebellion. Les forces du marquis pratique la politique de la terre brûlée, commettent des massacres, brûlent les maisons des insurgés et détruisent un monastère. Le régime monarchique corse garde cependant ses partisans malgré la politique de Maillebois, les derniers partisans ne sont réduits à merci qu'à la fin de 1740.

## Insurrection corse après la chute du régime monarchique
Vaincu, le royaume de Corse disparaît et certains chefs insurgés partent en exil à Naples, tandis que Johann Friedrich Caspar von Neuhoff zu Rauschenburg mène une troupe contre le Marquis Jean-Baptiste Desmarets de Maillebois du royaume de France, mais les insurgés Corses et leur chef prussien sont vaincus. L'insurrection corse n'est toutefois  pas mattée, et reprend rapidement.
Théodore de Neuhoff, loin de renoncer, demande un soutien aux britanniques, et il est notamment soutenu par des officiers corses de Venise et par leur chef, le maréchal Johann Matthias von der Schulenburg. Schulenburg recommande Théodore de Neuhoff à Londres aux bons soins du chevalier Lucas Schaub : « Vous voudriez bien agréer après cela, Monsieur, la liberté que je prends de vous recommander de mon mieux le fameux roi Théodore, qui a fait assez de bruit depuis plusieurs années, et qui a assez fait remarquer de quoi il était capable d’entreprendre et d’exécuter, s’il avait été secondé et favorisé par des conjonctures et par des circonstances plus favorables qu’il ne l’a été, ou s’il avait été appuyé par bonheur par quelque Puissance.»
En 1743, Jean-Pierre Gaffory mène une autre insurrection contre la république de Gênes en Corse. Théodore de Neuhoff tente de prendre à nouveau la tête de l'insurrection en entrant en Balagne, mais les Corses ne le soutiennent plus et il est écarté de tout projet sur l'île, Neuhoff repart vers Livourne. Gaffory œuvre de son côté à l'unité des révoltés insulaires. À la consulta de Caccia (26-27 septembre 1745), son beau-frère Alerio Francesco Matra et lui sont élus protettori de la Corse, tandis que l'abbé Venturini en devient président. Ils ont pour mission d'apaiser les tensions entre les chefs corses révoltés pour les unir.
En 1744, le meurtre d'un corse par un grec provoque une autre attaque sur les Grecs de Corse, des émeutes et des assassinats, poussant des Grecs à fuir sur l'Île San Pietro.
En 1745, avec une escadre anglaise de la Royal Navy commandée par Domenico Rivarola attaque Bastia au mains des Génois, poussant les Génois à capituler. Bastia tombe aux mains des Corses avec l'appui britannique.
Depuis lors, Gaffory mène avec ses troupes des raids réguliers sur Bastia, toujours aux mains des Génois. Gaffory doit toutefois faire face à d'autres chefs rebelles, dont Domenico Rivarola, mandaté  par le royaume de Sardaigne, Rivarola s'empare alors de Bastia en 1746.
Sous les ordres de François-Jean Orceau de Fontette en mai 1749, les troupes françaises mattent la rébellion corse des pièves de Canale et d'Ornano, Fontette ordonne de brûler les maisons, permet des pillages et ordonne de multiples pendaisons et décapitation.
Le 2 octobre 1753, Gaffory est assassiné par deux hommes, potentiellement mandatés par le doge de Gênes Giovanni Giacomo Grimaldi. Gaffory était le dernier général de la nation en activité en Corse, mais sa mort ne mène pas à la fin de la révolte qui continue de façon permanente. Le décès de Gaffory aura toutefois par la suite des conséquences sur les insurgés.
Clemente Paoli, l'un des fils de Hyacinthe Paoli, prépare le retour de son frère, Pascal Paoli, qui deviendra par la suite le chef incontesté de l'insurrection corse.
Les Corses continuent de résister à la Gênes et des embuscades sont tendus de temps à autre contre les Génois, qui se retirent vers les côtes et perdent peu à peu la majorité du territoire.

## Les Corses sous la direction de Pascal Paoli

### Retour et élection de Paoli

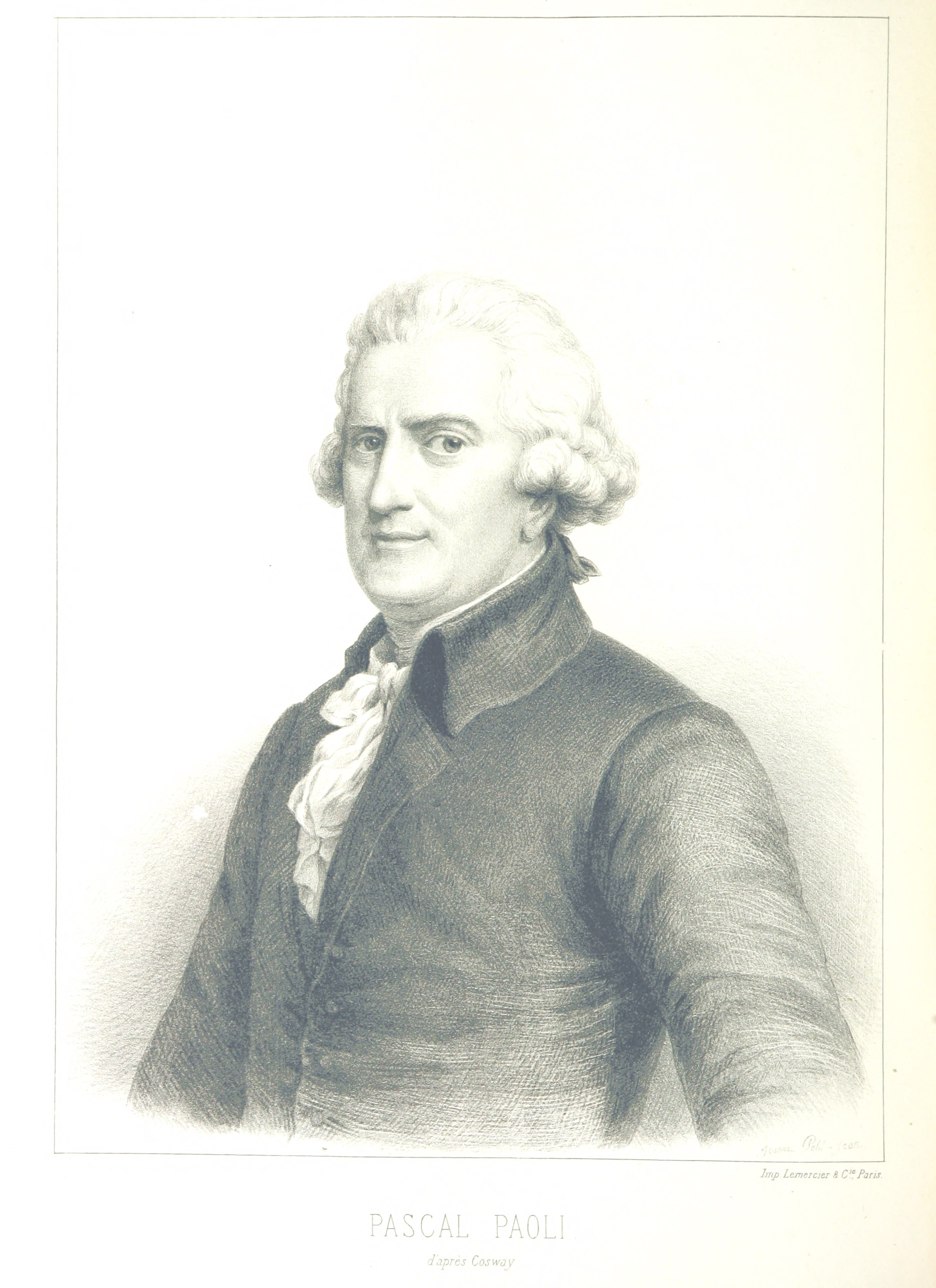
Pascal Paoli.

La majeure partie de l'intérieur de la Corse étant désormais sous le contrôle des rebelles indépendantistes, Clemente Paoli organise donc le retour de son frère, Pascal Paoli.
Paoli est nommé général de la nation (étant le seul homme portant ce titre en Corse depuis la mort de Jean-Pierre Gaffory).
Paoli fonde la République corse, la dote d'une constitution, permet le droit de vote à tous les hommes et aux chefs de famille (qui peuvent être des femmes) et tente de mettre fin à la vendetta en permettant la légalisation de la peine de mort.

### Conflit parallèle entre Paolistes et Matristes
La nomination de Paoli en tant que chef est contesté par une autre partie des seigneurs corses, qui nomment en parallèle Mariu Emmanuele Matra Général de la nation en opposition à Paoli et à son programme politique, menant à une guerre civile.

### Continuation de la guerre contre Gênes
Paoli, avec sa République corse, devint ainsi le chef de tous les insurgés, qui, sous son commandement, constituent désormais une armée à part entière.
Les Génois sont ainsi vaincus par l'armée corse tour à tour à Saint-Florent, Calvi et Ajaccio et capitulent à Porto-Vecchio.
En 1763, les Corses gagnent le bataille de Furiani, repoussant les Génois vers Bastia.
En 1764, Gênes demande au royaume de France d'occuper plusieurs villes portuaires, dont Bastia, ce qui sera chose faite. En 1965, des milliers de soldats français entrent en Corse, mais ne prennent pas part aux combats.

### Paix fragile au centre de la Corse
L'intérieur de la Corse est alors, depuis la fondation de la République corse sous contrôle des indépendantistes. Des escarmouches avec les Génois arrivent de temps à autre, les Génois finissent souvent repoussés, tandis que la République corse met en place sa politique et son armée. La paix à l'intérieur est telle que des visiteurs étrangers peuvent s'y rendre, non sans risque puisque Gênes et la France contrôlent toujours certaines villes portuaires, par exemple James Boswell qui deviendra un ami de Pascal Paoli.
Au centre, Paoli met en place sa politique, fait construire une université à Corte et met en place une armée professionnalisée. Corte est alors la capitale de la nation corse.
Un autre exemple est le fait que des Corses quittent également l'île, notamment Bonfiglio Guelfucci, professeur de théologie et d'histoire ecclésiastique, qui part à Rome, celui-ci revient plus tard en Corse pour lutter contre Gênes.

## Fin de la guerre avec Gênes et conséquence

### Début de la guerre avec la France

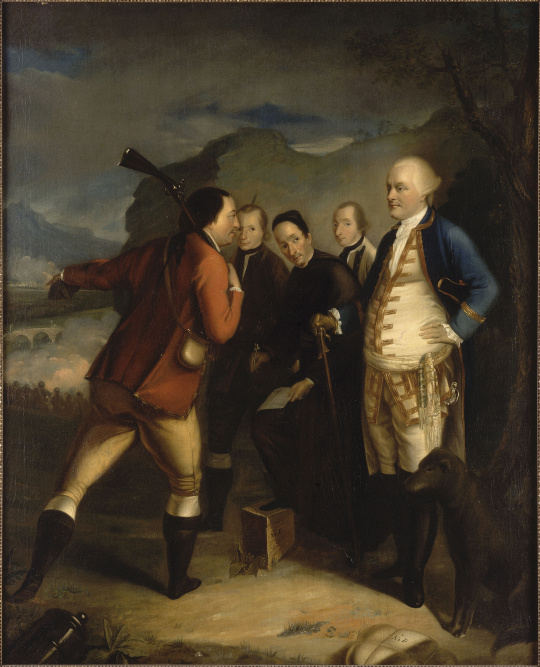
Pascal Paoli à la bataille de Ponte-Novo, par Henry Benbridge.

La guerre se termina par le Traité de Versailles de 1768, où la république de Gênes, qui n'a plus la moindre autorité sur la Corse, les Génois s'attendant à être vaincus et expulsés de l'île, décident de vendre secrètement la Corse à la France pour une durée indéterminée, décide de passer la main au royaume de France, donnant une victoire de facto aux insurgés Corses. Le même jour, les français attaquent la République corse, mettant ainsi fin à la guerre corso-génoise, mais déclenchant ainsi la conquête française de la Corse, qui mettra fin à la République corse en tant qu’état souverain un an plus tard.
Cela mène à la Crise corse au Royaume-Uni de 1768 à 1769, au moment de la conquête française, qui mène à la chute du premier ministre, le duc de Grafton.
La guerre d'indépendance corse mena indirectement à la chute de la république de Gênes, suite à une trop forte dépense d'argent pour reprendre l'île rebelle mais aussi via les français, venus de base aider les Génois, qui ont en même temps affaiblis le système oligarchique de la République. La république de Gênes s'effondra durant les guerres de la Révolution française, remplacée par la République ligurienne.